# Calau terrestre septentrional

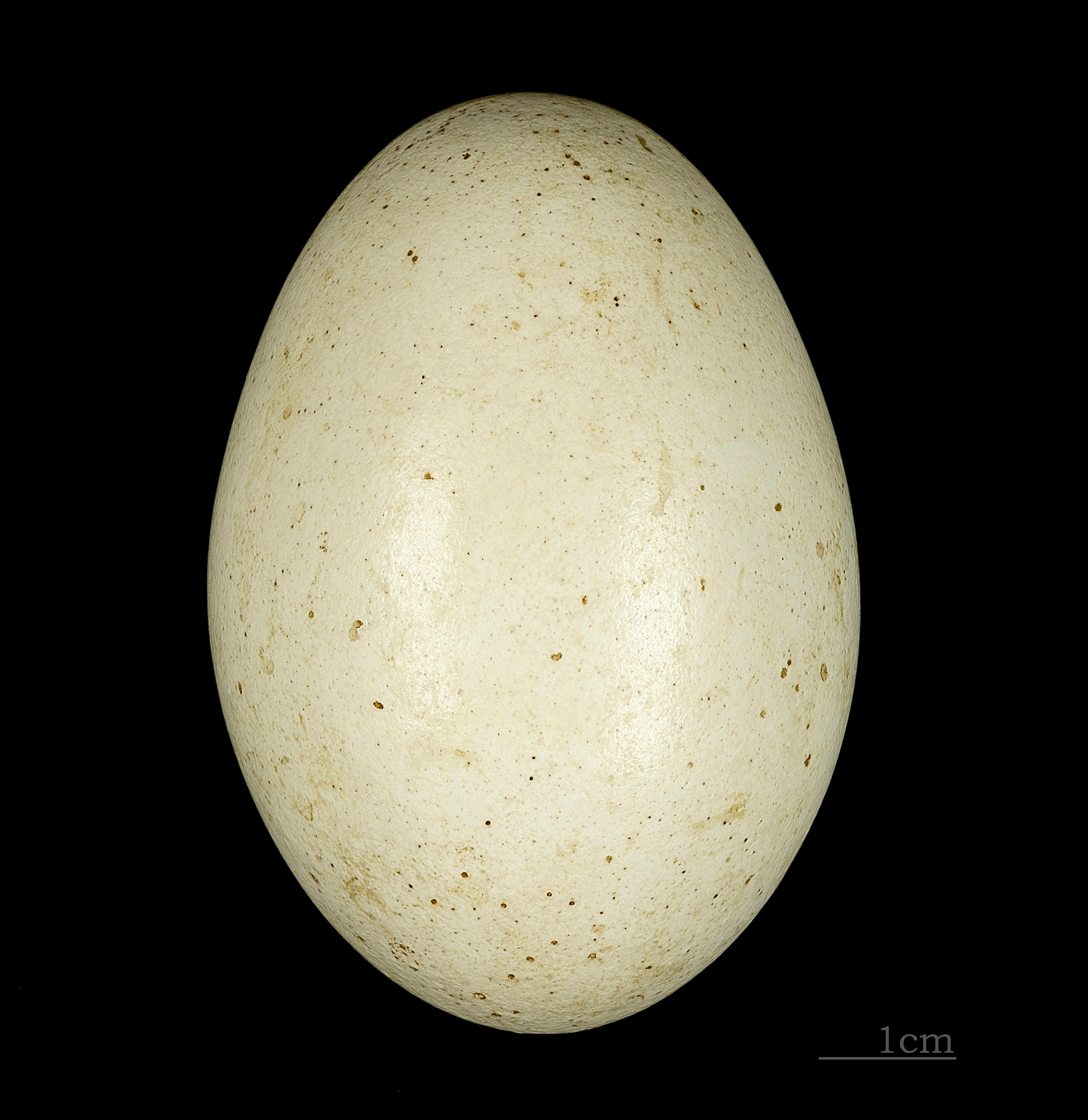
Bucorvus abyssinicus

El calau terrestre septentrional (Bucorvus abyssinicus) és una espècie d'ocell de la família dels bucòrvids (Bucorvidae) que habita boscos poc densos, sabanes i estepes de l'Àfrica subsahariana, al sud de Mauritània, sud de Mali, Burkina Faso, Senegal, Gàmbia, Guinea Bissau, Guinea, Sierra Leone, Costa d'Ivori, Ghana, Togo, Benín, sud de Níger, Nigèria, nord de Camerun, sud de Txad, República Centreafricana, el Sudan del Sud, nord-est de la República Democràtica del Congo, Etiòpia, Eritrea, sud de Somàlia, nord d'Uganda i nord-oest de Kenya.